# Michaił Woskriesienski
Michaił Siergiejewicz Woskriesienski (ros. Михаил Сергеевич Воскресенский, ur. 25 czerwca 1935 w Berdiańsku) – rosyjski pianista i pedagog muzyczny.

## Życiorys
Michaił Woskriesienski studiował w Konserwatorium Moskiewskim pod kierownictwem Lwa Oborina, laureata pierwszej nagrody na pierwszym Konkurskie Chopinowskim w Warszawie w roku 1927.
W Międzynarodowym Konkurskie im. Schumanna w Berlinie zajął trzecie miejsce (wspólnie z Lidią Grychtołówną). Również zajął trzecie miejsce na Międzynarodowym Konkursie Pianistycznym im. Van Cliburna w Fort Worth, Teksas w roku 1962.
Był pierwszym wykonawcą II Koncertu Fortepianowego Dmitrija Szostakowicza poza granicami ZSRR na festiwalu „Praska Wiosna” (Pražské jaro)
W roku 1966 został odznaczony tytułem Zasłużonego Artysty ZSRR, a w roku 1989 tytułem Ludowego Artysty RFSRR.
Michaił Woskriesienski został powołany w roku 2011 na stanowisko profesora Konserwatorium Moskiewskiego, w latach 2001-2004 profesorem gościnnym japońskiej uczelni muzycznej Tōhō Gakuen w Chōfu. Naucza również gościnnie w Juilliard School w Nowym Jorku.
W roku 2011 zasiadał w jury 14. Międzynarodowego Konkursu Muzycznego im. Piotra Czajkowskiego w Moskwie.
W 2022 roku wyemigrował z Rosji do Stanów Zjednoczonych, deklarując sprzeciw wobec rosyjskiej agresji militarnej na Ukrainę.

## Repertuar
Do repertuaru pianistycznego Woskriesienskiego należą m.in. 32 sonaty fortepianowe Beethovena, utwory fortepianowe Chopina oraz ponad 50 koncertów fortepianowych. Występował też z kwartetem im. Borodina oraz z dyrygentami, jak Charles Dutoit, Kurt Masur, Stanisław Skrowaczewski i Franz Konwitschny.